# ديف تورك
ديف تورك (بالإنجليزية: Dave Tork)‏ هو القافز بالزانة أمريكي، ولد في 25 أغسطس 1934.